# پوجیاردو
پوجیاردو (به ایتالیایی: Poggiardo) یک کومونه در ایتالیا است که در استان لچه واقع شده‌است.

## خصوصیات
پوجیاردو ۱۹٫۸۰ کیلومترمربع مساحت و ۶٬۱۲۳ نفر جمعیت دارد و ۹۰ متر بالاتر از سطح دریا واقع شده‌است.